# Schizonycha ciliata
Schizonycha ciliata är en skalbaggsart som beskrevs av Hermann Burmeister 1855. Schizonycha ciliata ingår i släktet Schizonycha och familjen Melolonthidae. Inga underarter finns listade i Catalogue of Life.